# Eupogonius affinis
Eupogonius affinis là một loài bọ cánh cứng trong họ Cerambycidae.